# 溫造
温造（765年?—835年），字簡輿，并州祁县（今山西祁县东南）人。唐朝官员。
五世祖温大雅，官至礼部尚书。祖父温景倩，任南鄭令，父亲溫輔國，官至太常丞。温造生於永泰元年（765年），年少時酷爱读书，不喜試吏，自負節概，早年隱居王屋，以漁釣為樂。寿州刺史张建封聘為幕僚，又以侄女嫁之，曾出使幽州。後隐居东都。
长庆元年（821年），出任京兆司錄參軍，很快的又轉任殿中侍御史。不久，因與諫議大夫李景儉飲酒，李景儉“醉酒罵宰相”，温造受累，出任郎州（今湖南桃源以東的沅江流域）刺史。在郎州任上，開鑿後渠97里，灌田2000頃。民獲其利，稱之為“右史渠”。後入京为侍御史，迁左司郎中，又官拜御史中丞。大和四年（830年），平定兴元军兵變。大和五年（831年）四月，改任兵部侍郎。大和九年（835年），改任礼部尚书，是年六月卒。有子溫璋。

## 延伸阅读
[在维基数据编辑]
 在维基文库阅读此作者作品
 《舊唐書/卷165》，出自刘昫《舊唐書》